# شهرداری ماگدالنا، بنی
شهرداری ماگدالنا (به اسپانیایی: Magdalena) یک شهرداری در بولیوی است که در استان ایتنز واقع شده‌است.